# Christopher Massey
Christopher Michael Massey, ameriški televizijski in filmski igralec ter raper in tekstopisec, *26. januar 1990, Atlanta, Georgia, Združene države Amerike.
Njegova največja vloga do zdaj je vloga Michaela Barreta v mladinski televizijski seriji Zoey 101 (2005–2008).

## Biografija

### Zgodnje in osebno življenje
Christopher Michael Massey se je rodil 26. januarja 1990 v Atlanti, Georgia, Združene države Amerike. Ima eno leto mlajšega brata Kyla, ki je (tako kot on) igralec.
Chris Massey je tudi tekstopisec in nekaj njegovih posnetkov je objavljenih na YouTubu, kjer poje pesmi z bratom Kylom in prijateljem Mariom. Trenutno delajo na izidu albuma, njihova najnmovejša pesem, »Ridin Wit My Brother«, pa je bila na YouTubu objavljena 27. maja 2009.

### Kariera
Christopher Massey je svojo igralsko kariero začel leta 2000 v filmu Color Me Gay, temu pa so leta 2002 sledile televizijske serije The Parkers, That Was Then in The District ter serija Da, draga leta 2003.
Leta 2004 se pojavi v seriji That's So Raven, leta 2005 pa dobi vlogo v seriji Zoey 101, ki jo je snemal do leta 2008.
Leta 2006 igra v seriji Vsi sovražijo Chrisa, leta 2007 v televizijskem filmu City Girls, leta 2008 pa v filmu Zoey 101: Behind the Scenes.

## Filmografija
| Filmi      | Filmi                       | Filmi          | Filmi                                          |
| Leto       | Film                        | Vloga          | Opombe                                         |
| ---------- | --------------------------- | -------------- | ---------------------------------------------- |
| 2000       | Color Me Gay                | Vlomilec #2    |                                                |
| 2007       | City Girls                  | Sean Jackson   | Televizijski film                              |
| 2008       | Zoey 101: Behind the Scenes | Michael Barret | Narejeno po Zoey 101                           |
| Televizija |                             |                |                                                |
| Leto       | Serija                      | Vloga          | Opombe                                         |
| 2002       | The Parkers                 | Justin         | »The Crush« (sezona 3, epizoda 18)             |
| 2002       | That Was Then               | N/A            | »A Rock and a Head Case« (sezona 1, epizoda 4) |
| 2002       | The District                | Kenyon         | »Resurrection« (sezona 3, epizoda 1)           |
| 2003       | Da, draga                   | Fant #2        | »Jimmy's Dumb« (sezona 3, epizoda 21)          |
| 2004       | That's So Raven             | Jeremy         | »Five Finger Discount« (sezona 3, epizoda 5)   |
| 2005       | Zoey 101                    | Michael Barret | 65 epizod; 2005–2008                           |
| 2006       | Vsi sovražijo Chrisa        | Otrok #1       | »Everybody Hates Drew« (sezona 1, epizoda 19)  |

## Nagrade in nominacije
Young Artist Awards
- 2007 Best Young Ensemble Performance in a TV Series - Dobil
- 2006 Best Young Ensemble Performance in a TV Series - Dobil
- 2005 Best Young Ensemble Performance in a TV Series - Nominiran

Young Hollywood Awards
- 2005 One to Watch-Male - Dobil

Emmy Awards
- 2006 Outstanding Performance in Children's Television - Nominiran

Outstanding Young Performer in Live Theatre award
- 2002 Outstanding Theatrical Performance - Dobil